# راه‌دوک کوچک
راه‌دوک کوچک یا کوکوی دونده کوچک (نام علمی: Geococcyx velox) پرنده‌ای بزرگ و پادراز است که از خانواده کوکویان (Cuculidae) است و در آمریکای میانه یافت می‌شود. نام لاتین آن به معنای «کوکوی زمینی سریع» است. همراه با راه‌دوک بزرگ، یکی از دو گونه در سردهٔ کوکوی دونده (Geococcyx) است.